# Hainbuchenblättriger Ahorn
Der Hainbuchenblättrige Ahorn (Acer carpinifolium) ist eine Pflanzenart aus der Gattung der Ahorne (Acer) innerhalb der Familie der Seifenbaumgewächse (Sapindaceae). Der japanische Trivialname ist Chidori no ki (jap. 千鳥の木, unzulässig eingedeutscht etwa „Baum der Regenpfeifer“), nach der Form der Früchte, oder Yamashiba kaede (山柴楓).

## Beschreibung

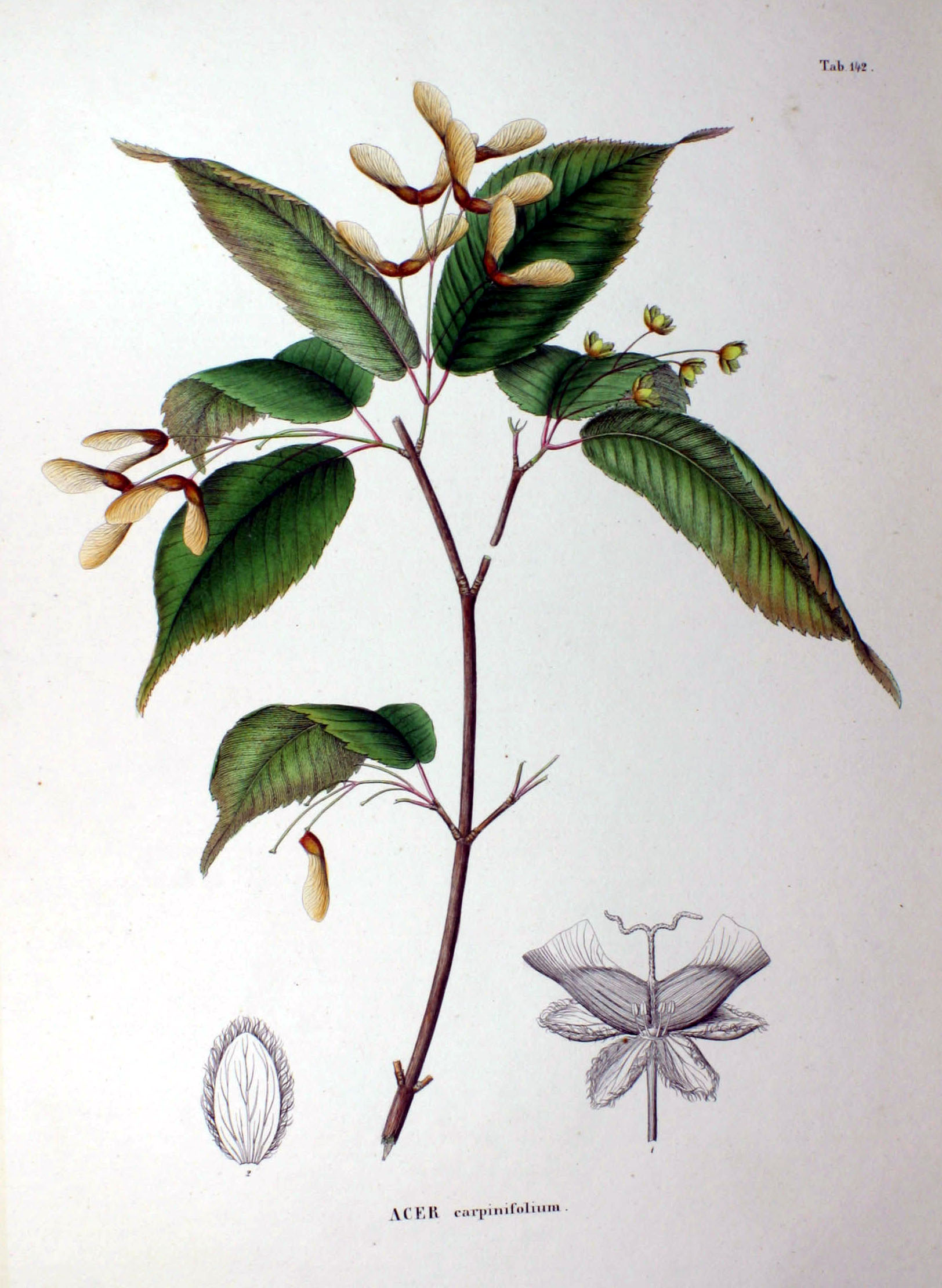
Illustration

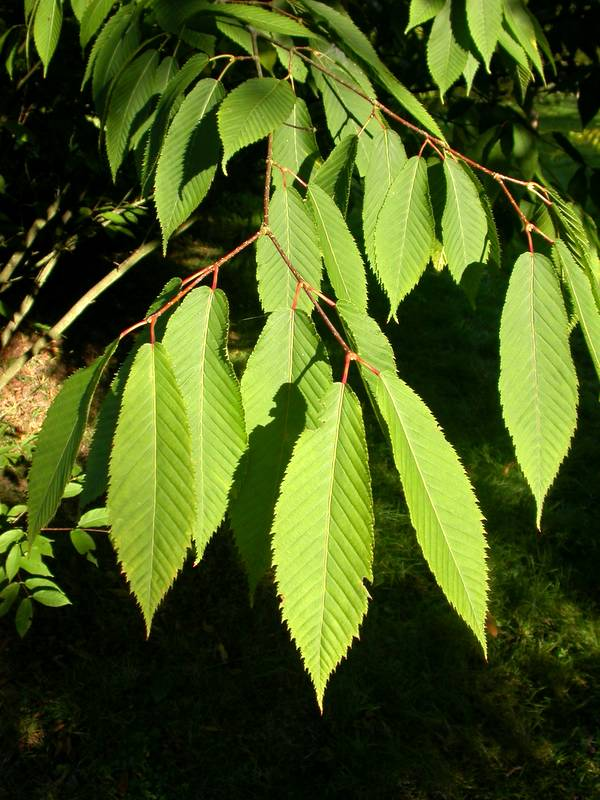
Die einfachen Laubblätter erinnern an die der Japanischen Hainbuche

### Vegetative Merkmale
Beim Hainbuchenblättrigen Ahorn handelt es sich um einen sommergrünen Baum oder Strauch, der Wuchshöhen von bis über 12 Metern erreicht; in Mitteleuropa erreicht er nach 20 Jahren Wuchshöhen von 4 bis 5 Metern. Der Stammdurchmesser erreicht über 30 Zentimeter. Die Rinde ist kahl, beim Austrieb rötlich braun gefärbt. Die glatte Borke ist grau bis braun-grau.
Die gegenständig am Zweig angeordneten Laubblätter sind in Blattstiel und -spreite gegliedert. Der Blattstiel ist 1 bis 2 Zentimeter lang. Die einfache, also nicht wie bei vielen Acer-Arten gelappte, dünne, zugespitzte bis geschwänzte Blattspreite ist bei einer Länge von 8 bis 15 Zentimetern sowie einer Breite von 3 bis 7 Zentimetern eiförmig bis verkehrt-eiförmig oder länglich mit gerundeter bis leicht herzförmiger Basis. Der Blattrand ist regelmäßig und spitzig doppelt gesägt. Die Blattunterseite ist anfangs behaart und heller grün gefärbt als die -oberseite. Von der Mittelrippe zweigen 18 bis 23 Paar hervortretende Seitennerven ab und bilden ein charakteristisches, für Ahornblätter ungewöhnliches Merkmal. Die Herbstfärbung ist gelbbraun.

### Generative Merkmale
Die Blütezeit liegt im Mai, zusammen mit dem Blattaustrieb. Der Hainbuchenblättrige Ahorn ist zweihäusig getrenntgeschlechtig (diözisch). In kahlen, lockeren, hängenden und traubigen Blütenständen befinden sich entweder 10 bis 15 männliche Blüten oder 5 bis 10 weibliche Blüten. Die kleinen, gestielten und eingeschlechtigen Blüten sind grünlich-gelb bis grünlich, bei einem Durchmesser von etwa 1 Zentimeter radiärsymmetrisch und meist vier- oder manchmal fünfzählig mit einfacher oder doppelter Blütenhülle. Es sind meist je vier, manchmal fünf, ausladende, lang bewimperte Kelch- und teils Kronblätter vorhanden. Bei den männlichen Blüten sind die Kronblätter oft fehlend oder reduziert, sie enthalten meist fünf oder sechs Staubblätter. Die weiblichen Blüten enthalten neben dem Gynoeceum noch reduzierte, unfruchtbare Staubblätter (Staminodien).
Die zweiteiligen und geflügelten Spaltfrüchte mit recht- bis stumpfwinklig gespreizten Flügeln, die nach innen gebogen sind, zerfallen in zwei einsamige Nussfrüchte.

## Vorkommen
Acer carpinifolium nur in Japan im westlichen Teil der Insel Honshū, in Shikoku und Kyushu vor. Sie gedeiht in Höhenlagen von 200 bis 1500 Metern in Laubwäldern, meist an gut mit Wasser versorgten Standorten, etwa entlang von Bächen.